# ذلب بوردتي
ذلب بوردتي (الاسم العلمي:Sansevieria burdettii) هو نوع من النباتات يتبع جنس الذلب من الفصيلة الهليونية.